# Invitation (オム・ジョンファのアルバム)
Invitation （インビテーション） はオム・ジョンファ の4枚目のオリジナルアルバム。1998年8月7日にPolyGramよりリリースされた。

## 解説
- ジャケットで見せているオカッパ風のヘアスタイルはジョンファ・モリまたはジョンファ・カットなどと呼ばれ、韓国人女性の間では一時期ブームとなった。
- 「Poison」活動時、「Working Girl」が併せて演奏されることがあった。
- 大ヒットとなったチュ・ヨンフンによる「Poison」について、オム・ジョンファは「最初に聞いたときは、メロディラインが演歌ぽくて好きではなかった」と語っている。
- 「Poison」に続いて活動曲に選ばれた「招待」は、J.Y. Parkことパク・ジニョンがプロデュース、godのパク・ジュンヒョンがラップで参加した。

## 収録曲
1. 再び
2. 私の思いに気づいて
活動曲。
3. サボテン
4. Poison
活動曲。PVにはチャ・スンウォンが出演している。
5. 知らないふり
6. 招待
活動曲。PVでは自身のトップレスを披露したことでも話題になった。
7. 後悔
8. 最後の頼み
9. その日まで
10. Working Girl
11. 涙